# Иво Краљ
Иван Иво Краљ (Лоњица, 1913 — Београд, 1998) био је лекар, учесник Народноослободилачке борбе и санитетски генерал-потпуковник ЈНА.

## Биографија
Рођен је у селу Лоњица, недалеко од Загреба, 1913. године у сиромашној породици. Медицину је студирао у Загребу, где је због слабог материјалног стања повремено радио у Хигијенском заводу. Још у студентским данима повезао се са радничким покретом, тако да му је усташка власт забранила полагање испита на факултету у трајању од годину дана. Дипломирао је 1942. године.
Заједно са супругом Јелком, медицинском сестром 10. јула 1942. године одлази у Банијски партизански одред у Суњи код Сиска и као лекар, све до краја рата, брине о рањеницима и болесницима. Учествује у изградњи тајне болнице на Петровој гори капацитета 120 кревета, која конспиративно ради скоро пуне две године. Извесно време био је и управник те болнице. У време IV и V непријатељске офанзиве са 7. банијском дивизијом прелази Неретву и Сутјеску, оболева од пегавог тифуса негујући тифусаре, враћа се на терен Хрватске и крајем 1943. године постаје начелник санитета Главног штаба Хрватске. На тој дужности остаје све до краја рата.
После рата, у чину санитетског потпуковника, иако има право да специјализује било коју грану медицине, опредељује се за рад на организацији санитетске службе. У том циљу одлази на једногодишње усавршавање 1945/46. у Војномедицинску академију у Лењинград, а касније 1952/53. у Сједињене Америчке Државе. У међувремену, постаје начелник Катедре за организацију и тактику санитетске службе (I Катедра) Војномедицинске академије у Београду.
Уноси сва своја знања у рад на усавршавању активних и резервних санитетских официра: лекара, фармацеута и стоматолога из организације санитетске службе, доприносећи на тај начин стварању првих генерација санитетских старешина на пољу војне медицине и фармације. Из тог домена објавио је низ запажених стручних радова, да би касније, као члан редакцијског одбора учествовао у изради капиталног дела „Санитетска служба рата Југославије 1941-1945".
У послератном развоју је успешно обављао изузетно важне функције. Био је заменик начелника, па начелник Војномедицинске академије од 1956. до 1958. године, заменик, па затим начелник Санитетске управе Савезог секретаријата за народну одбрану (ССНО), да би 1975. године био пензионисан као члан студијске групе ССНО из подручја војне медицине. За предани и успешан рад у санитетској служби одликован је низом ратних и мирнодопских одликовања.